# Ястребиная сова

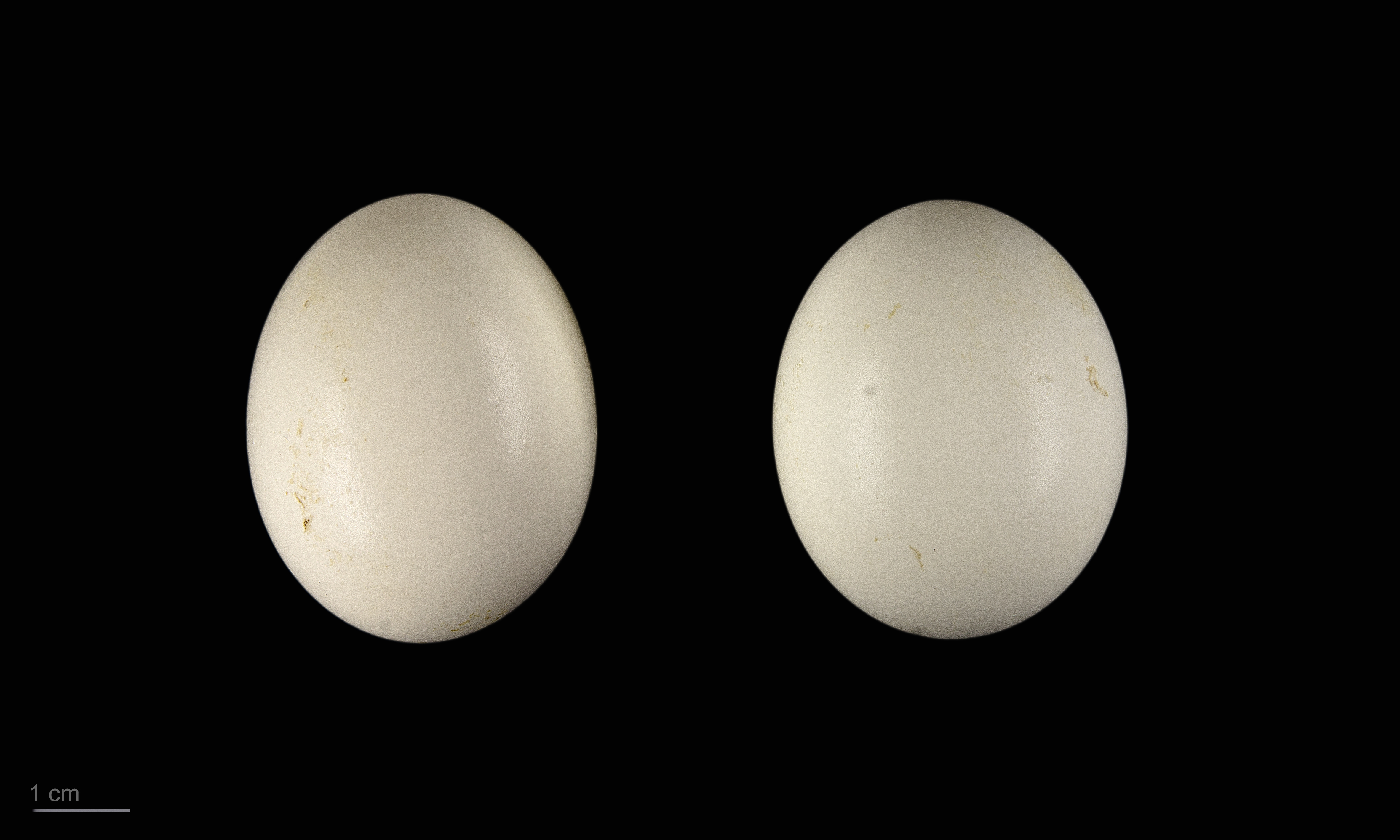
яйцо Surnia ulula ulula - Тулузский музеум

Ястребиная сова, или северная ястребиная сова (лат. Surnia ulula) — среднего размера длиннохвостая сова, сверху шоколадно-бурая с белыми пятнами, снизу почти белая с резкими тонкими поперечными полосками. Глаза и клюв жёлтые, «ушек» нет. Полёт быстрый, прямолинейный, обычно невысоко над землёй. Длина — 35—43 см. Размах крыльев 60—80 см. Питается в основном мелкими грызунами, изредка птицами.

## Распространение и среда обитания
Обитает Преимущественно в лесах Евразии и Северной Америки. Оседлая или кочующая птица. В России встречается на побережье Охотского моря, на Камчатке, в Магаданской области, на Чукотке, а также с юга Алтая до южного Забайкалья и Приморья. Обособленные участки ареала существуют на Тянь-Шане.

## Гнездование
Гнездо может располагаться на старых пнях, в полудуплах, реже в дуплах или старых гнёздах ворон или других хищных птиц.
Находили гнёзда и на земле. В кладке 3—9, изредка до 13 белых яиц. Высиживает самка в течение около 25 дней. Примерно столько же птенцы сидят в гнезде, после чего перебираются на ветки соседних деревьев. Птенцов кормят оба родителя. Родители активно защищают гнездо, смело атакуя человека, стараясь ударить когтями по голове.

## Питание
Добычей служат чаще всего полёвки, лемминги и мыши. При их недостатке могут ловить белок, мелких птиц, иногда с успехом нападают на рябчиков, белых куропаток и даже тетеревов. Активны в основном в сумерках, но охотятся и днём.

## В астрономии
В честь ястребиной совы назван астероид (714) Улула, открытый в 1911 году.